# Самофалов, Ярослав Юрьевич
Яросла́в Ю́рьевич Самофа́лов (род. 16 января 1995, Сумы) — украинский боксёр, представитель полусредней весовой категории. Выступает за сборную Украины по боксу с 2011 года, чемпион украинского национального первенства, победитель и призёр турниров международного значения, обладатель бронзовой медали Европейских игр в Баку.

## Биография
Ярослав Самофалов родился 16 января 1995 года в городе Сумы, Украина. Заниматься боксом начал в возрасте двенадцати лет в 2007 году, проходил подготовку в Броварах под руководством тренера Виктора Чубова.
Начиная с 2011 года состоял в украинской национальной сборной. В 2012 году стал вторым в зачёте украинского юниорского первенства и выступил на юниорском турнире братьев Кличко.
В 2013 году одержал победу на Мемориале Валерия Арсёнова в Донецке и на Мемориале Константина Павлюкова в Анапе. Был лучшим в зачёте украинского национального первенства среди юниоров, победил на турнире братьев Кличко, стал серебряным призёром европейского первенства в Роттердаме.
В 2014 году выиграл Кубок FXTM на Кипре, принял участие в открытом чемпионате Китая в Гуйяне. На взрослом чемпионате Украины занял первое место в полусредней весовой категории, выиграв в финале у Евгения Барабанова.
Попав в основной состав украинской сборной, начал выступать на крупнейших международных соревнованиях. В частности, завоевал серебряную медаль на международном турнире «Золотой пояс» в Румынии, стал серебряным призёром на Мемориале Странджи в Болгарии, уступив в финале местному болгарскому боксёру Симеону Чамову. Благодаря череде удачных выступлений удостоился права защищать честь страны на Европейских играх в Баку — благополучно прошёл здесь троих соперников по турнирной сетке, тогда как в четвёртом полуфинальном бою единогласным решением судей потерпел поражение от россиянина Александра Беспутина и получил бронзу. Боксировал также на чемпионате мира в Дохе, но здесь попасть в число призёров не смог — в 1/8 финала категории до 69 кг был побеждён титулованным кубинцем Роньелем Иглесиасом.
Пытался пройти отбор на летние Олимпийские игры 2016 года в Рио-де-Жанейро, однако на европейской олимпийской квалификации в Самсуне и на всемирной олимпийской квалификации в Баку выступил неудачно, выбыв из борьбы за медали уже на ранних стадиях турниров. При этом на чемпионате Украины стал вторым, проиграв в финале Евгению Барабанову.
На чемпионате Украины 2018 года в Харькове Самофалов получил бронзу, уступив в полуфинале полусреднего веса Максиму Пилипцу.